# Paradiso
Paradiso är en ort och kommun  i distriktet Lugano i kantonen Ticino, Schweiz. Kommunen har 4 832 invånare (2023).
Paradiso ligger vid Luganosjön.